# Цабель Альберт Генріхович
Альберт Генріхович Цабель (нім. Albert Heinrich Zabel; 1835–1910) — російський арфіст, композитор і музичний педагог німецького походження.
Народився у Берліні. Гастролював по Європі з дитинства. У 1855 р. був запрошений солістом в Імператорську італійську оперу, потім перейшов у Маріїнський театр, де, зокрема, консультував П. І. Чайковського при створенні арфових соло для балетів «Спляча красуня» і «Лускунчик». Одночасно був професором арфи в Санкт-Петербурзької консерваторії з моменту її заснування, основоположник петербурзької школи арфістов, вчитель, зокрема, Катерини Вальтер-Кюне.
Автор Концерту для арфи з оркестром до мінор Op. 35, п'єс для арфи соло — у тому числі Сюїти, етюдів «Маргарита за прядкою» (фр. Marguerite douloureuse au rouet) Op. 26, «У фонтана» (нім. Am Springbrunnen) тощо, дуетів. Написав також підручник «Школа арфи» (нім. Harfen Schule; Лейпциг, 1900, перевидання 2003).